# Tracheomykóza
Tracheomykóza je vaskulární onemocnění dřevin. Je způsobováno celou řadou hub, především rodu Ophiostoma a Verticillium. Je dokázána jednoznačná spojitost tohoto onemocnění s poruchou vodního režimu a to především s nedostatkem vody a teplotními extrémy.